# Футбол на Дальневосточных играх 1913
Соревнования по футболу на Дальневосточных играх 1913 прошли 4 февраля в филиппинском городе Манила. Участниками турнира были две сборные — Китайская Республика и Филиппины. Китайская команда была собрана из представителей клуба «Саут Чайна» из Гонконга, а филиппинская команда из игроков клуба «Богемиан Клаб» из Манилы, за которую играли испанцы, американцы и британцы. Первым победителем в истории этого турнира стала сборная Филиппин.

## Турнирная таблица
| Место | Клуб                 | И | В | Н | П | Голы  | ±  | О |
| ----- | -------------------- | - | - | - | - | ----- | -- | - |
| 1     | Филиппины            | 1 | 1 | 0 | 0 | 3 − 1 | +2 | 2 |
| 2     | Китайская Республика | 1 | 0 | 0 | 1 | 1 − 3 | −2 | 0 |

## Матч
| Филиппины | 2:1  | Китайская Республика |
| · ? · ?   | Голы | · Вон Пхакчхун 30′   |

|  | Составы | |
|  |         | Вр: Цю Чисян Защ: Чхён Винхонь, Пхан Кхапяу ПЗ: Фун Кхаймин (к), Тун Фукчёнь, Мок Хин Нап: Тхай Чхомань, Лён Винтхай, Кхуок Пхокхань, Ип Кхуань, Кхуок Шуйянь |